# Bosc Vermell
El Bosc Vermell (en ucraïnès: Рудий ліс, en rus: Рыжий лес) és el terme utilitzat per referir-se als arbres que estaven situats en els deu quilòmetres quadrats al voltant de la Central Nuclear de Txornòbil. El nom de 'Bosc Vermell' ve del color que van agafar els pins després de morir en rebre els alts nivells de radiació de l'accident de Txornòbil el 26 d'abril de 1986. En les operacions de neteja posteriors al desastre, el Bosc Vermell fou arrasat i enterrat al 'cementiri de residus'. El seu indret original segueix sent una de les zones més contaminades del món.

## Accident i neteja

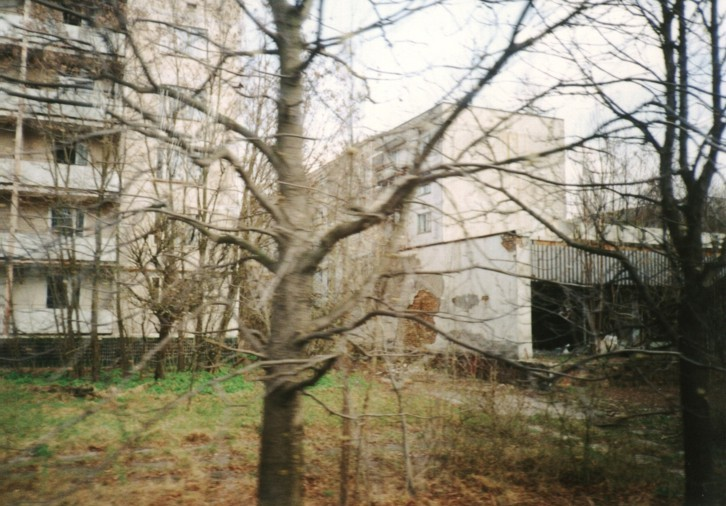
Edificis d'apartaments abandonats a Prípiat, amb un arbre supervivent.

El Bosc Vermell està ubicat a la zona d'alienació; aquesta àrea va patir la dosi més alta de radiació de l'accident de Txornòbil i els núvols de fum i pols que sorgiren van ser molt contaminats amb la radiació, comportant la mort immediata dels seus arbres. L'explosió i el foc en el reactor 4 van contaminar la terra, l'aigua i l'atmosfera amb radiació equivalent a vint vegades els bombardejos atòmics d'Hiroshima i Nagasaki.
Durant les operacions de neteja després del desastre, els liquidadors van enderrocar i enterrar la majoria dels pins en rases. Després les van cobrir amb una catifa gruixuda de sorra i es van plantar pins joves. Molta gent té por que durant la descomposició dels arbres, la radiació es filtri en l'aigua subterrània. La gent ha evacuat la zona contaminada a prop del Bosc Vermell.

## Refugi per a fauna i flora

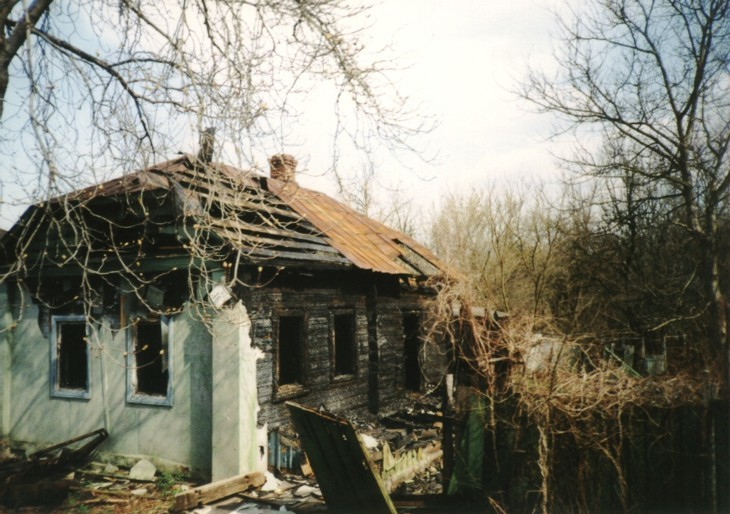
Gran part de la radiació emesa a l'accident de Txornòbil va recaure directament sobre el que avui s'anomena el Bosc Vermell.

Mentre el 1986 es van evacuar a les persones de l'àrea, els animals s'hi van instal·lar tot i la radiació. La fauna i la flora del Bosc Vermell han estat molt afectades per la contaminació radioactiva que va succeir a l'accident. Sembla que la seva biodiversitat ha augmentat en els anys després del desastre. Hi ha informes que certifiquen l'existència d'unes plantes raquítiques a l'àrea.
En el lloc del bosc hi queda una de les àrees més contaminades del món. No obstant això, s'ha demostrat que és un hàbitat molt fèrtil per a moltes espècies en perill d'extinció. L'evacuació de la zona propera al reactor nuclear ha creat uns reserva natural rica i única. L'any 1996, en el documental "Dins del sarcòfag de Txornòbil" (en anglès, Inside Chernobyl's Sarcophagus) emès al programa Horizon de la BBC, es poden veure aus que volen a través dels grans forats de l'estructura del reactor nuclear. No se sap completament l'impacte a llarg termini de la pluja radioactiva sobre la fauna i la flora de la regió, atès que plantes i animals tenen toleràncies radiològiques molt diferents. S'ha informat d'aus amb atròfia a les plomes de la cua (que afecta a la reproducció). Tanmateix s'han vist a la regió animals com ara cigonyes, llops, castors i àguiles.

## Actualitat

Mapa que demostra la contaminació per cesi-137 a Belarús, Rússia, i Ucraïna des de 1996.

Avui en dia, els nivells de radiació del bosc poden ser tan alts com un roentgen per hora, però nivells de 10 miliroentgen per hora són més comuns. Més del 90% de la radioactivitat està concentrada al seu sòl.
Científics estan planejant utilitzar les proximitats, la ciutat abandonada i radioactiva de Prípiat i els seus voltants com un únic laboratori per a modelar la dispersió de radionúclids per la detonació d'una bomba bruta o un atac amb armes químiques o biològiques. L'àrea ofereix una incomparable oportunitat d'entendre completament el pas de les deixalles radioactives a través d'una àrea urbana o rural.
La naturalesa de l'àrea sembla que no només ha sobreviscut sinó que ha florit amb més força a causa de la significativa reducció de l'impacte humà. La zona s'ha convertit en una "reserva radiològica", un clàssic exemple d'un parc involuntari. Es creu que hi ha casos de deformitat en els animals del bosc, però cap d'aquests ha estat provat, excepte per albinisme en orenetes. En l'actualitat, hi ha preocupació per la contaminació del sòl amb estroni-90 i cesi-137, que tenen vides mitjanes de 30 anys. Els nivells més alts de cesi-137 es troben a les superfícies superiors de les capes del sòl, on les plantes absorbeixen els seus nutrients i on hi ha els insectes vius. Alguns científics temen que la radioactivitat afecti aquestes terres per moltes generacions.